# راؤول سواريز
راؤول سواريز (بالإسبانية: Raúl Suárez Góngora)‏ (25 سبتمبر 1995 في المكسيك - ) هو لاعب كرة قدم مكسيكي في مركز الوسط. لعب مع أتلانتي إف سي ونادي غوادالاخارا وVenados F.C. ‏.

## وصلات خارجية
- راؤول سواريز على موقع قاعدة بيانات كرة القدم.إي يو (الإنجليزية)
- راؤول سواريز على موقع Soccerway.com (الإنجليزية)
- راؤول سواريز على موقع AS.com (الإسبانية)